# ماهی سرسوسماری
ماهی سرسوسماری (نام علمی: Lepisosteidae) نام یک تیره از فرورده درست‌استخوانان است. این نوع ماهی در آب‌های شیرین زندگی می‌کند و سایز بدنش بسته به گونه‌های مختلف حدوداً ۳متر طول است و۱۲۷کیلوگرم وزن دارد. ماهی سرسوسماری با خوردن ماهی‌ها و قورباغه‌ها و حشرات و سخت پوستان خودش را تغذیه می‌کند دوره تخم‌گذاری ماهی سرسوسماری ۶الی۸روز است. ظاهر این ماهی اغلب استوانه ای شکل است. پوزه ای کشیده دارد که دو برابر سرش طول دارد. ماهی سرسوسماری دارای یک ردیف دندان تیز است این نوع ماهی بزرگ‌ترین ماهی آب‌های شیرین است.